# Xanthopan morgani
Xanthopan morgani (denominada popularmente, em inglês, de Morgan's sphinx ou Darwin’s hawkmoth) é uma mariposa, ou traça, noturna da família Sphingidae, encontrada na região afro-tropical. Foi classificada por Francis Walker, com a denominação de Macrosila morgani, em 1856 (com seus espécimes tipo coletados na região de Serra Leoa e República do Congo); sendo, em 1903, colocado no gênero monotípico Xanthopan por Rothschild & Jordan.

## Descrição
Xanthopan morgani é uma mariposa, ou traça, de voo vigoroso, possuindo asas castanhas com envergadura máxima de pouco mais de 10 centímetros, podendo chegar a até 16 centímetros, sem grande dimorfismo sexual entre macho e fêmea. Possui similaridade com a maioria dos Sphingidae, embora apresente uma probóscide que pode atingir até 22 centímetros.

## Predição
Em janeiro de 1862 foi entregue ao naturalista inglês Charles Darwin, por James Bateman, um pacote de orquídeas. Em seguida, o filho de Bateman, Robert, mandou-lhe uma carta com suas denominações; incluindo a espécie Angraecum sesquipedale, proveniente de Madagáscar e endêmica daquela ilha. Darwin escreveu a um amigo de Kew, Joseph Dalton Hooker: "Acabo de receber uma caixa cheia do Sr. Bateman com as surpreendentes Angraecum sesquipedalia (sic), com um nectário de um pé de comprimento. Bons céus, qual inseto pode sugá-lo[?]" No mesmo ano, ele sugeriu, na obra On the various contrivances by which British and foreign orchids are fertilised by insects, and on the good effects of intercrossing, que "em Madagáscar deve haver mariposas, ou traças, com probóscides capazes de extensão entre dez e onze polegadas" (25,4 a 27,9 centímetros).
Alfred Russel Wallace, como Darwin, acreditava que a mariposa seria encontrada. Ele tinha medido o comprimento da probóscide de uma mariposa continental africana, Macrosila morgani Walker, e descobriu que ela tinha sete polegadas e meia de comprimento (19,5 cm). Wallace (em 1867) escreveu: "Que tal mariposa existe em Madagáscar, pode ser predito com segurança".
Em 1903, a subespécie Xanthopan morgani praedicta (com o praedicta derivado de "predição") foi coletada nas florestas malgaxes por Rothschild & Jordan; 21 anos após a morte de Darwin e 41 anos após ele citar a possível existência desta espécie na ilha e de, por essa crença, ser "ridicularizado por alguns entomologistas". Mas não foi até 1992, quase um século mais tarde, que observações foram feitas da mariposa alimentando-se da flor desta orquídea e transferindo seu pólen de uma planta para outra, com vídeo sendo feito na natureza, em 2004, e confirmado com estudos em cativeiro.

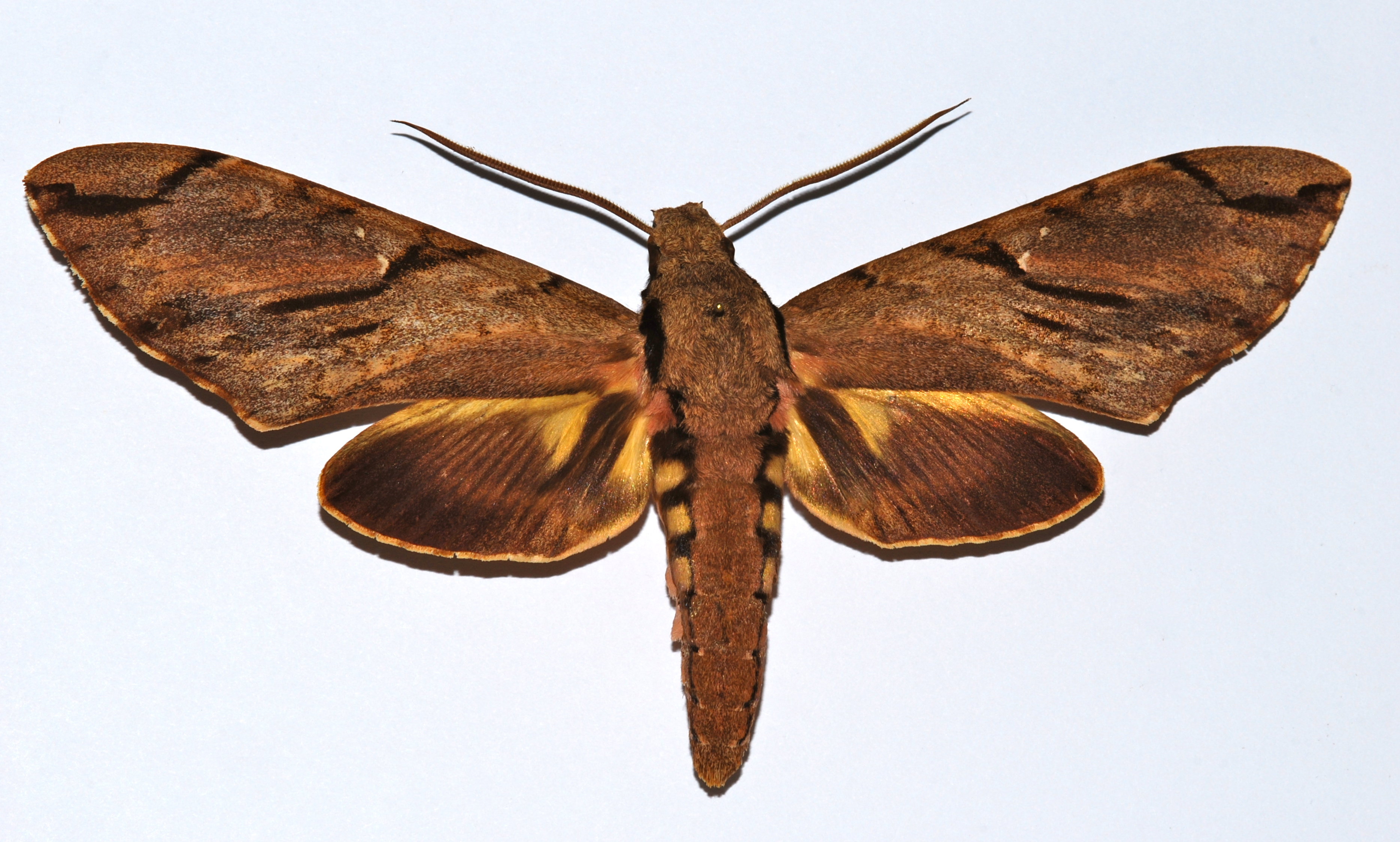
X. morgani praedicta.